# てっぺんとったんで!
『てっぺんとったんで!』は、NMB48の1枚目のオリジナル・アルバム。2013年2月27日にlaugh out loud! recordsから発売された。NMB48としては、各チームが行う劇場公演での楽曲を収録したアルバムを販売していなかったため初のアルバムとなった。

## タイトルとアートワーク

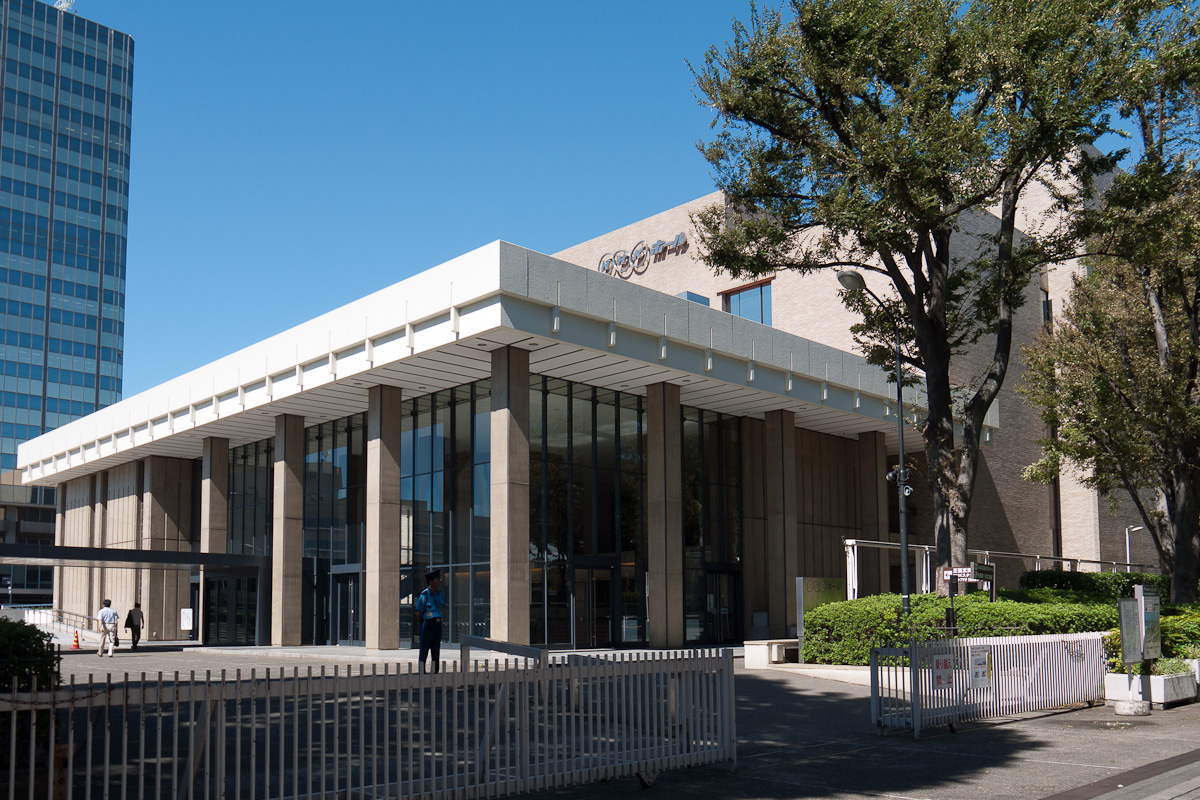
ジャケット撮影が行われたNHKホールの正門

タイトル「てっぺんとったんで!」は大阪弁で「頂点を獲る」の意味。これに対してキャッチコピーは、「調子に乗るな、NMB48!」。
ジャケットは、NHKホール前で撮影された。また、「NMB48」のロゴは、NHK（日本放送協会）のロゴに似せている。これは、AKB48とSKE48に次いで単独でNHK紅白歌合戦に出場する意味が込められているため。
裏面のジャケットではメンバーが「第64回紅白歌合戦出場希望!」(Type-N)、「難波より神南へ愛をこめて」(Type-M)、「てっぺんとったんで!」(Type-B)の横断幕を持っている。ジャケット表の写真の割り振りは、Type-Nが小笠原茉由・山本彩・小谷里歩・與儀ケイラ・加藤夕夏・門脇佳奈子・村上文香の7人、Type-Mが渡辺美優紀・福本愛菜・薮下柊・上西恵・島田玲奈・木下百花・谷川愛梨の6人、Type-Bが山田菜々・横山由依・矢倉楓子・白間美瑠・吉田朱里・上枝恵美加の6人、劇場盤が「12月31日」選抜メンバー16人。

## 構成
グループ名から1文字ずつ採ったType-N、Type-M、Type-Bの3種の通常盤および、劇場盤の計4形態でのリリース。CDの収録曲数はType-Nと劇場盤が15曲、Type-MとType-Bが16曲。全タイプ共通曲が12曲、いずれか2タイプに収録されている曲が3曲、いずれか1タイプのみに収録されている曲が8曲で、合計すると23曲となる。初収録曲は8曲。なお、劇場盤にしか収録されていない曲はない。
全タイプ共通の12曲は、表題曲「てっぺんとったんで!」および「12月31日」「NMB48」の初収録3曲のほか、AKB48の29thシングル「永遠プレッシャー」カップリング曲から再録された「HA!（NMB48 Ver.）」、1st「絶滅黒髪少女」から6th「北川謙二」までのシングル表題6曲、そして1stシングルカップリングでチームN（シングル発売当時）が歌う「青春のラップタイム」および2ndシングルカップリングで全員歌唱曲の「僕は待ってる」である。
「12月31日」は、アルバム発売前年である2012年末の第63回NHK紅白歌合戦をテーマに、同番組に出演したAKB48（単独出演および姉妹グループから友情出演）とSKE48（単独出演）に対して、単独出演出来なかったNMB48メンバーの心境を歌った曲。
「NMB48」は『チームN 1st Stage「誰かのために」』公演の楽曲で、オリジナル曲である『チームA 1st Stage「PARTYが始まるよ」』公演の楽曲「AKB48」の歌詞違い。発表済みだがCD化されていなかった。
チームNの「Lily」(Type-N、劇場盤）、チームMの「With my soul」（Type-M、劇場盤）、チームBIIの「アーモンドクロワッサン計画」（Type-B、劇場盤）と、チーム名義の初収録3曲はいずれかの通常盤と劇場盤の2タイプに収録されている。「With my soul」「アーモンドクロワッサン計画」はそれぞれチームM、BIIとしては初のチーム名義のオリジナル楽曲である。
8曲はいずれかの通常盤1タイプのみに収録されている。「超アイドル選抜」が歌う「なめくじハート」、山田菜々、山本彩、横山由依の3人ユニットが歌う「太宰治を読んだか?」の初収録2曲に加えて、3rdシングル劇場盤カップリングで山本彩ソロ曲の「ジャングルジム」、2ndシングルカップリングで紅組が歌う「捕食者たちよ」の2曲がType-Nに、4thシングル劇場盤カップリングで渡辺美優紀ソロ曲の「わるきー」、2ndシングルカップリングで白組が歌う「結晶」の2曲がType-Mに、1stシングルカップリングで全員歌唱曲の「三日月の背中」 、6thシングルカップリングで難波鉄砲隊其之弐が歌う「冬将軍のリグレット」がType-Bにそれぞれ収録されている。
「太宰治を読んだか?」は、太宰治を題材としている。
また、iTunesでの配信限定で、通常盤各タイプの追加トラックとして、山本彩、渡辺美優紀、山田菜々それぞれの1分弱にわたるメッセージが配信されている。
特典として、Type-NおよびMにはスペシャルイベント応募券、Type-BにはNMB48リクエストアワーセットリストベスト30 2013投票券、劇場盤には個別握手会参加券 2枚またはなんば式サイン会参加券 1枚が付いた。

## チャート成績
『てっぺんとったんで!』は2013年3月11日付オリコン週間アルバムチャートにおいて初登場で1位にランクインした。NMB48はデビューシングル「絶滅黒髪少女」が同週間シングルチャートで初登場1位を獲得しており、本アルバムの初登場1位の獲得によりシングル・アルバムの両者でデビュー作の初登場1位を達成した。これを達成したのは内田有紀（1995年2月20日付で達成）に続く史上2組目であり、女性グループによる達成に限れば史上初である。初動売上は約32万8000枚となった。オリジナルアルバムで初動30万枚を突破したのは2012年12月10日付におけるMr.Children『［(an imitation) blood orange］』以来約3か月ぶりであり、ファーストアルバムに限れば2011年6月20日付におけるAKB48『ここにいたこと』以来約1年9か月ぶりである。
同じくオリコンの2013上半期アルバムチャートでは1位となった。また、2013年年間のアルバムチャートでも推定売上枚数419,231枚を記録して5位にランクインした。なお、2013年の年間シングルチャートでのNMB48最高位は「僕らのユリイカ」の9位であり、アルバムがシングルを上回るランクとなっている。
Billboard JAPANのチャートにおいては、2013年3月11日付のTop Albumsで1位にランクインした。
サウンドスキャンジャパンのチャートにおいては、2013年2月25日 -3月3日調査分の週間CDソフト アルバムランキング TOP20で「通常盤Type-N」が推定売上枚数61,133枚を記録し1位、同じく「通常盤Type-M」が43,298枚で2位、同じく「通常盤Type-B」が35,291枚で3位となり、4位のT.M.Revolution『UNDER:COVER 2』の初回盤を上回ってトップ3を占めた。

## 収録トラック

### Type-N
| 全作詞: 秋元康。 |                            |        |              |                |      |
| #                | タイトル                   | 作詞   | 作曲         | 編曲           | 時間 |
| 1.               | 「てっぺんとったんで!」    | 秋元康 | 横健介       | 武藤星児       | 4:06 |
| 2.               | 「絶滅黒髪少女」           | 秋元康 | GRAVITY      | GRAVITY        | 3:48 |
| 3.               | 「オーマイガー!」          | 秋元康 | 五戸力       | 生田真心       | 4:17 |
| 4.               | 「純情U-19」               | 秋元康 | つじたかひろ | 武藤星児       | 3:46 |
| 5.               | 「ナギイチ」               | 秋元康 | すみだしんや | 生田真心       | 4:07 |
| 6.               | 「ヴァージニティー」       | 秋元康 | 田中俊亮     | 増田武史       | 4:12 |
| 7.               | 「北川謙二」               | 秋元康 | 田中俊亮     | 野中“まさ”雄一 | 3:48 |
| 8.               | 「HA!（NMB48 Ver.）」      | 秋元康 | 田中明仁     | 武藤星児       | 4:13 |
| 9.               | 「12月31日」               | 秋元康 | 川浦正大     | 川浦正大       | 4:18 |
| 10.              | 「Lily」(チームN)          | 秋元康 | HRK          | HRK            | 6:11 |
| 11.              | 「ジャングルジム」(山本彩) | 秋元康 | 酒井康男     | 田辺恵二       | 5:10 |
| 12.              | 「捕食者たちよ」(紅組)     | 秋元康 | 平隆介       | 中西亮輔       | 4:26 |
| 13.              | 「NMB48」                  | 秋元康 | 渡辺未来     | 高梨康治       | 3:58 |
| 14.              | 「青春のラップタイム」     | 秋元康 | 川浦正大     | 野中“まさ”雄一 | 4:48 |
| 15.              | 「僕は待ってる」           | 秋元康 | 酒井康男     | 野中“まさ”雄一 | 3:45 |

| #   | タイトル              | 作詞 | 作曲・編曲 | 時間 |
| --- | --------------------- | ---- | ---------- | ---- |
| 16. | 「山本彩 メッセージ」 |      |            | 0:54 |

| #  | タイトル                                                                       | 作詞 | 作曲・編曲 | 監督 |
| -- | ------------------------------------------------------------------------------ | ---- | ---------- | ---- |
| 1. | 「12月31日（ミュージックビデオ）」                                             |      |            |      |
| 2. | 「NMB48 近畿コンサートツアー〜みなさん、ちゃぷちゃぷしましょ〜@2012年8月21日」 |      |            |      |

### Type-M
| 全作詞: 秋元康。 |                                    |        |               |                |      |
| #                | タイトル                           | 作詞   | 作曲          | 編曲           | 時間 |
| 1.               | 「てっぺんとったんで!」            | 秋元康 | 横健介        | 武藤星児       | 4:06 |
| 2.               | 「絶滅黒髪少女」                   | 秋元康 | GRAVITY       | GRAVITY        | 3:48 |
| 3.               | 「オーマイガー!」                  | 秋元康 | 五戸力        | 生田真心       | 4:17 |
| 4.               | 「純情U-19」                       | 秋元康 | つじたかひろ  | 武藤星児       | 3:46 |
| 5.               | 「ナギイチ」                       | 秋元康 | すみだしんや  | 生田真心       | 4:07 |
| 6.               | 「ヴァージニティー」               | 秋元康 | 田中俊亮      | 増田武史       | 4:12 |
| 7.               | 「北川謙二」                       | 秋元康 | 田中俊亮      | 野中“まさ”雄一 | 3:48 |
| 8.               | 「HA!（NMB48 Ver.）」              | 秋元康 | 田中明仁      | 武藤星児       | 4:13 |
| 9.               | 「12月31日」                       | 秋元康 | 川浦正大      | 川浦正大       | 4:19 |
| 10.              | 「With my soul」(チームM)          | 秋元康 | DARIA、FUYUKI | 佐々木裕       | 4:19 |
| 11.              | 「わるきー」(渡辺美優紀)           | 秋元康 | 小川コータ    | 野中“まさ”雄一 | 4:02 |
| 12.              | 「結晶」(白組)                     | 秋元康 | 丸山真由子    | 丸山真由子     | 4:26 |
| 13.              | 「なめくじハート」(超アイドル選抜) | 秋元康 | 川浦正大      | 野中“まさ”雄一 | 3:29 |
| 14.              | 「NMB48」                          | 秋元康 | 渡辺未来      | 高梨康治       | 3:58 |
| 15.              | 「青春のラップタイム」             | 秋元康 | 川浦正大      | 野中“まさ”雄一 | 4:48 |
| 16.              | 「僕は待ってる」                   | 秋元康 | 酒井康男      | 野中“まさ”雄一 | 3:45 |

| #   | タイトル                  | 作詞 | 作曲・編曲 | 時間 |
| --- | ------------------------- | ---- | ---------- | ---- |
| 17. | 「渡辺美優紀 メッセージ」 |      |            | 0:52 |

| #  | タイトル                                                 | 作詞 | 作曲・編曲 | 監督 |
| -- | -------------------------------------------------------- | ---- | ---------- | ---- |
| 1. | 「12月31日（ミュージックビデオ）」                       |      |            |      |
| 2. | 「NMB48 team-N 大阪十番勝負@2012年5月3日オリックス劇場」 |      |            |      |

### Type-B
| 全作詞: 秋元康。 |                                           |        |                |                |      |
| #                | タイトル                                  | 作詞   | 作曲           | 編曲           | 時間 |
| 1.               | 「てっぺんとったんで!」                   | 秋元康 | 横健介         | 武藤星児       | 4:06 |
| 2.               | 「絶滅黒髪少女」                          | 秋元康 | GRAVITY        | GRAVITY        | 3:48 |
| 3.               | 「オーマイガー!」                         | 秋元康 | 五戸力         | 生田真心       | 4:17 |
| 4.               | 「純情U-19」                              | 秋元康 | つじたかひろ   | 武藤星児       | 3:46 |
| 5.               | 「ナギイチ」                              | 秋元康 | すみだしんや   | 生田真心       | 4:07 |
| 6.               | 「ヴァージニティー」                      | 秋元康 | 田中俊亮       | 増田武史       | 4:12 |
| 7.               | 「北川謙二」                              | 秋元康 | 田中俊亮       | 野中“まさ”雄一 | 3:48 |
| 8.               | 「HA!（NMB48 Ver.）」                     | 秋元康 | 田中明仁       | 武藤星児       | 4:13 |
| 9.               | 「12月31日」                              | 秋元康 | 川浦正大       | 川浦正大       | 4:19 |
| 10.              | 「アーモンドクロワッサン計画」(チームBII) | 秋元康 | 草野よしひろ   | 清水哲平       | 5:23 |
| 11.              | 「三日月の背中」                          | 秋元康 | 野中“まさ”雄一 | 野中“まさ”雄一 | 4:00 |
| 12.              | 「冬将軍のリグレット」(難波鉄砲隊其之弐)  | 秋元康 | 宮島律子       | 増田武史       | 4:22 |
| 13.              | 「太宰治を読んだか?」                     | 秋元康 | 杉森舞         | 河田貴央       | 4:44 |
| 14.              | 「NMB48」                                 | 秋元康 | 渡辺未来       | 高梨康治       | 3:58 |
| 15.              | 「青春のラップタイム」                    | 秋元康 | 川浦正大       | 野中“まさ”雄一 | 4:48 |
| 16.              | 「僕は待ってる」                          | 秋元康 | 酒井康男       | 野中“まさ”雄一 | 3:45 |

| #   | タイトル                | 作詞 | 作曲・編曲 | 時間 |
| --- | ----------------------- | ---- | ---------- | ---- |
| 17. | 「山田菜々 メッセージ」 |      |            | 0:58 |

| #  | タイトル                           | 作詞 | 作曲・編曲 | 監督 |
| -- | ---------------------------------- | ---- | ---------- | ---- |
| 1. | 「12月31日（ミュージックビデオ）」 |      |            |      |
| 2. | 「てっぺんとったんで!完全版」      |      |            |      |

### 劇場盤
| 全作詞: 秋元康。 |                                           |        |               |                |      |
| #                | タイトル                                  | 作詞   | 作曲          | 編曲           | 時間 |
| 1.               | 「てっぺんとったんで!」                   | 秋元康 | 横健介        | 武藤星児       | 4:06 |
| 2.               | 「絶滅黒髪少女」                          | 秋元康 | GRAVITY       | GRAVITY        | 3:48 |
| 3.               | 「オーマイガー!」                         | 秋元康 | 五戸力        | 生田真心       | 4:17 |
| 4.               | 「純情U-19」                              | 秋元康 | つじたかひろ  | 武藤星児       | 3:46 |
| 5.               | 「ナギイチ」                              | 秋元康 | すみだしんや  | 生田真心       | 4:07 |
| 6.               | 「ヴァージニティー」                      | 秋元康 | 田中俊亮      | 増田武史       | 4:12 |
| 7.               | 「北川謙二」                              | 秋元康 | 田中俊亮      | 野中“まさ”雄一 | 3:48 |
| 8.               | 「HA!（NMB48 Ver.）」                     | 秋元康 | 田中明仁      | 武藤星児       | 4:13 |
| 9.               | 「12月31日」                              | 秋元康 | 川浦正大      | 川浦正大       | 4:18 |
| 10.              | 「Lily」(チームN)                         | 秋元康 | HRK           | HRK            | 6:11 |
| 11.              | 「With my soul」(チームM)                 | 秋元康 | DARIA、FUYUKI | 佐々木裕       | 4:19 |
| 12.              | 「アーモンドクロワッサン計画」(チームBII) | 秋元康 | 草野よしひろ  | 清水哲平       | 5:24 |
| 13.              | 「NMB48」                                 | 秋元康 | 渡辺未来      | 高梨康治       | 3:58 |
| 14.              | 「青春のラップタイム」                    | 秋元康 | 川浦正大      | 野中“まさ”雄一 | 4:48 |
| 15.              | 「僕は待ってる」                          | 秋元康 | 酒井康男      | 野中“まさ”雄一 | 3:45 |

| #   | タイトル                                  | 作詞 | 作曲・編曲 | 時間 |
| --- | ----------------------------------------- | ---- | ---------- | ---- |
| 17. | 「薮下柊、谷川愛梨、白間美瑠 メッセージ」 |      |            | 1:54 |

## 歌唱メンバー
「てっぺんとったんで!」
赤澤萌乃、明石奈津子、東由樹、石田優美、石塚朱莉、石原雅子、井尻晏菜、植田碧麗、梅原真子、鵜野みずき、太田夢莉、大段舞依、小笠原茉由、小川乃愛、沖田彩華、加藤夕夏、門脇佳奈子、上枝恵美加、川上千尋、川上礼奈、岸野里香、木下春奈、木下百花、日下このみ、久代梨奈、黒川葉月、河野早紀、古賀成美、小谷里歩、小林莉加子、小柳有沙、近藤里奈、篠原栞那、渋谷凪咲、嶋崎百萌香、島田玲奈、上西恵、白間美瑠、杉野莉沙、高野祐衣、高山梨子、谷川愛梨、照井穂乃佳、中川紘美、中野麗来、西澤瑠莉奈、西村愛華、林萌々香、久田莉子、廣瀬聖七、福本愛菜、松岡知穂、松村芽久未、三浦亜莉沙、三田麻央、村上文香、村瀬紗英、室加奈子、森田彩花、矢倉楓子、山内つばさ、山尾梨奈、山岸奈津美、山口夕輝、薮下柊、山田菜々、山本彩、山本ひとみ、與儀ケイラ、横山由依、吉田朱里、渡辺美優紀 （センター：山本彩、渡辺美優紀）
メンバー全員が参加している。また、公演や握手会に来ていたファンの声を会場で録音し、コーラス部分にその声が収録されている。
「絶滅黒髪少女」
小笠原茉由、門脇佳奈子、岸野里香、木下春奈、小谷里歩、近藤里奈、篠原栞那、上西恵、白間美瑠、福本愛菜、松田栞、山口夕輝、山田菜々、山本彩、吉田朱里、渡辺美優紀
「オーマイガー!」
小笠原茉由、門脇佳奈子、岸野里香、木下春奈、小谷里歩、城恵理子、上西恵、白間美瑠、福本愛菜、村上文香、矢倉楓子、山岸奈津美、山口夕輝、山田菜々、山本彩、與儀ケイラ
「純情U-19」
小笠原茉由、門脇佳奈子、岸野里香、木下春奈、木下百花、小谷里歩、近藤里奈、城恵理子、上西恵、白間美瑠、福本愛菜、矢倉楓子、山田菜々、山本彩、與儀ケイラ、渡辺美優紀
「ナギイチ」
小笠原茉由、門脇佳奈子、木下百花、小谷里歩、近藤里奈、城恵理子、上西恵、白間美瑠、谷川愛梨、福本愛菜、村上文香、矢倉楓子、山田菜々、山本彩、吉田朱里、渡辺美優紀
「ヴァージニティー」
小笠原茉由、加藤夕夏、門脇佳奈子、岸野里香、木下春奈、小谷里歩、城恵理子、上西恵、白間美瑠、谷川愛梨、福本愛菜、薮下柊、山田菜々、山本彩、吉田朱里、渡辺美優紀
「北川謙二」
小笠原茉由、加藤夕夏、門脇佳奈子、岸野里香、小谷里歩、上西恵、白間美瑠、谷川愛梨、福本愛菜、山田菜々、山本彩、吉田朱里、渡辺美優紀、矢倉楓子、薮下柊、横山由依
「HA!（NMB48 Ver.）」
小笠原茉由、加藤夕夏、小谷里歩、近藤里奈、上西恵、島田玲奈、白間美瑠、谷川愛梨、福本愛菜、矢倉楓子、薮下柊、山田菜々、山本彩、横山由依、吉田朱里、渡辺美優紀 （センター：山本彩、渡辺美優紀）
メンバー構成はオリジナル版と同一。
「12月31日」
小笠原茉由、加藤夕夏、門脇佳奈子、小谷里歩、上西恵、白間美瑠、谷川愛梨、福本愛菜、矢倉楓子、薮下柊、山田菜々、山本彩、與儀ケイラ、横山由依、吉田朱里、渡辺美優紀 （センター：山本彩）
シングル表題曲と同じく16名での歌唱。本作の直近に発売した6thシングル「北川謙二」の選抜メンバーで、かつ本作の直近に発表されたAKB48の29thシングル「永遠プレッシャー」カップリング曲「HA!」にも参加している14名は全員が参加。「北川謙二」の選抜メンバーであるが「HA!」の歌唱メンバーから外れていた門脇と直近3作で選抜メンバーから外れていた與儀が選ばれた。「北川謙二」選抜メンバーの岸野と「HA!」参加メンバーの近藤・島田は選ばれていない。
「Lily」（チームN）
小笠原茉由、門脇佳奈子、岸野里香、木下春奈、小谷里歩、近藤里奈、篠原栞那、上西恵、白間美瑠、福本愛菜、山口夕輝、山田菜々、山本彩、横山由依、吉田朱里、渡辺美優紀 （センター：山本彩）
「捕食者たちよ」（紅組）
太田里織菜、門脇佳奈子、川上礼奈、木下百花、近藤里奈、城恵理子、上西恵、白間美瑠、肥川彩愛、山口夕輝、與儀ケイラ、渡辺美優紀
「青春のラップタイム」
小笠原茉由、門脇佳奈子、岸野里香、木下春奈、小谷里歩、近藤里奈、篠原栞那、上西恵、白間美瑠、福本愛菜、松田栞、山口夕輝、山田菜々、山本彩、吉田朱里、渡辺美優紀
「僕は待ってる」
東由樹、石田優美、鵜野みずき、大谷莉子、太田里織菜、小笠原茉由、岡田梨紗子、沖田彩華、門脇佳奈子、川上礼奈、岸野里香、木下春奈、木下百花、古賀成美、小谷里歩、小鷹狩佑香、小柳有沙、近藤里奈、佐藤天彩、篠原栞那、城恵理子、上西恵、白間美瑠、高野祐衣、瀧山あかね、谷川愛梨、中川紘美、西澤瑠莉奈、原みづき、林萌々香、肥川彩愛、藤田留奈、福本愛菜、三田麻央、村上文香、村瀬紗英、矢倉楓子、山岸奈津美、山口夕輝、山田菜々、山本彩、山本ひとみ、與儀ケイラ、渡辺美優紀
「結晶」（白組）
小笠原茉由、沖田彩華、岸野里香、木下春奈、小谷里歩、篠原栞那、福本愛菜、村上文香、矢倉楓子、山岸奈津美、山田菜々、山本彩
「三日月の背中」
太田里織菜、小笠原茉由、沖田彩華、門脇佳奈子、川上礼奈、岸野里香、木下春奈、木下百花、小谷里歩、小柳有沙、近藤里奈、篠原栞那、上西恵、白間美瑠、原みづき、福本愛菜、肥川彩愛、松田栞、山岸奈津美、山口夕輝、山田菜々、山本彩、吉田朱里、渡辺美優紀
「冬将軍のリグレット」（難波鉄砲隊其之弐）
加藤夕夏、久代梨奈、松田栞、矢倉楓子、山岸奈津美、薮下柊、山本ひとみ、與儀ケイラ
「With my soul」（チームM）
東由樹、沖田彩華、川上礼奈、木下百花、小柳有沙、島田玲奈、高野祐衣、谷川愛梨、三田麻央、村上文香、村瀬紗英、矢倉楓子、山岸奈津美、山本ひとみ、與儀ケイラ （センター：矢倉楓子）
「なめくじハート」（超アイドル選抜）
太田夢莉、近藤里奈、久代梨奈、白間美瑠、西村愛華、矢倉楓子、薮下柊、與儀ケイラ、渡辺美優紀 （センター：渡辺美優紀）
「アーモンドクロワッサン計画」（チームBII）
赤澤萌乃、石塚朱莉、井尻晏菜、植田碧麗、梅原真子、太田夢莉、加藤夕夏、上枝恵美加、日下このみ、久代梨奈、黒川葉月、河野早紀、小林莉加子、室加奈子、薮下柊、山内つばさ （センター：薮下柊）
「太宰治を読んだか?」
山田菜々、山本彩、横山由依 （センター：山本彩）